# 仙草ゼリー
仙草ゼリー（せんそうゼリー）は、中華圏および東南アジア諸国において広く食べられているゼリー状の菓子である。センソウ（シソ科）を主たる材料として作られ、口当たりが良くやや苦味がある。果物などの他の付け合わせと一緒に、あるいはタピオカティーをはじめとする他の飲み物に入れ、冷やして食べる。仙草ゼリーが一般的でない国々においては、アジア系食品店で購入が可能であり、日本では中国食品店や中華街などで販売されている。

## 栄養価
330グラムあたり炭水化物を44グラム含む。これらの炭水化物のうち、2グラムが食物繊維由来である。また、タンパク質を2グラムも含む。脂肪、ビタミン、ミネラルは含まない。

## 作り方
仙草ゼリーはセンソウ（Mesona chinensis）の枯れかけた、わずかに酸化した茎と葉を、少量のデンプンを加えながら炭酸カリウムで数時間煮沸し、液体をゼリー状の粘稠度にまで冷却することによって作られる。仙草ゼリーは、立方体をはじめとしてさまざまな形に切られた後、シロップと混ぜられ、陰陽思想において「陰」の特性があると考えられる冷たい飲み物や菓子の材料となる。これらの飲み物や菓子は、通常、暑い季節に食される。仙草ゼリー自体は香りがよく 、色は半透明の濃い茶色を呈し、黒く見えることもある。食品着色料を加えて暗い色にする場合もある。
緑仙草ゼリーとして知られる仙草ゼリーの変種は、作るのに調理や加熱過程を必要とせず、葉の抽出物と水の混合物のみを用いる。この方法で作られたゼリーには、葉のような癖のないあっさりとした風味があると表現される。。

## 地域性

### 台湾を除く中華圏
中国本土、香港、マカオでは、伝統的に仙草ゼリーには砂糖シロップが加えられてきた。現在では、マンゴーやサゴヤシ、スイカ、カンタロープ、その他新鮮な果物や缶詰の果物、練乳や無糖練乳などといった他の材料と混ぜて提供されることが多々ある。
仙草ゼリーは、しばしば中国語で凉粉と呼ばれるが、中国の澱粉ゼリーたる凉粉とは全くの別料理である。昔は、これを天秤棒で担いで売り歩く姿も見られたという。中国南部の福建省では露天商が販売するのを今も見ることができる。

### インドネシア

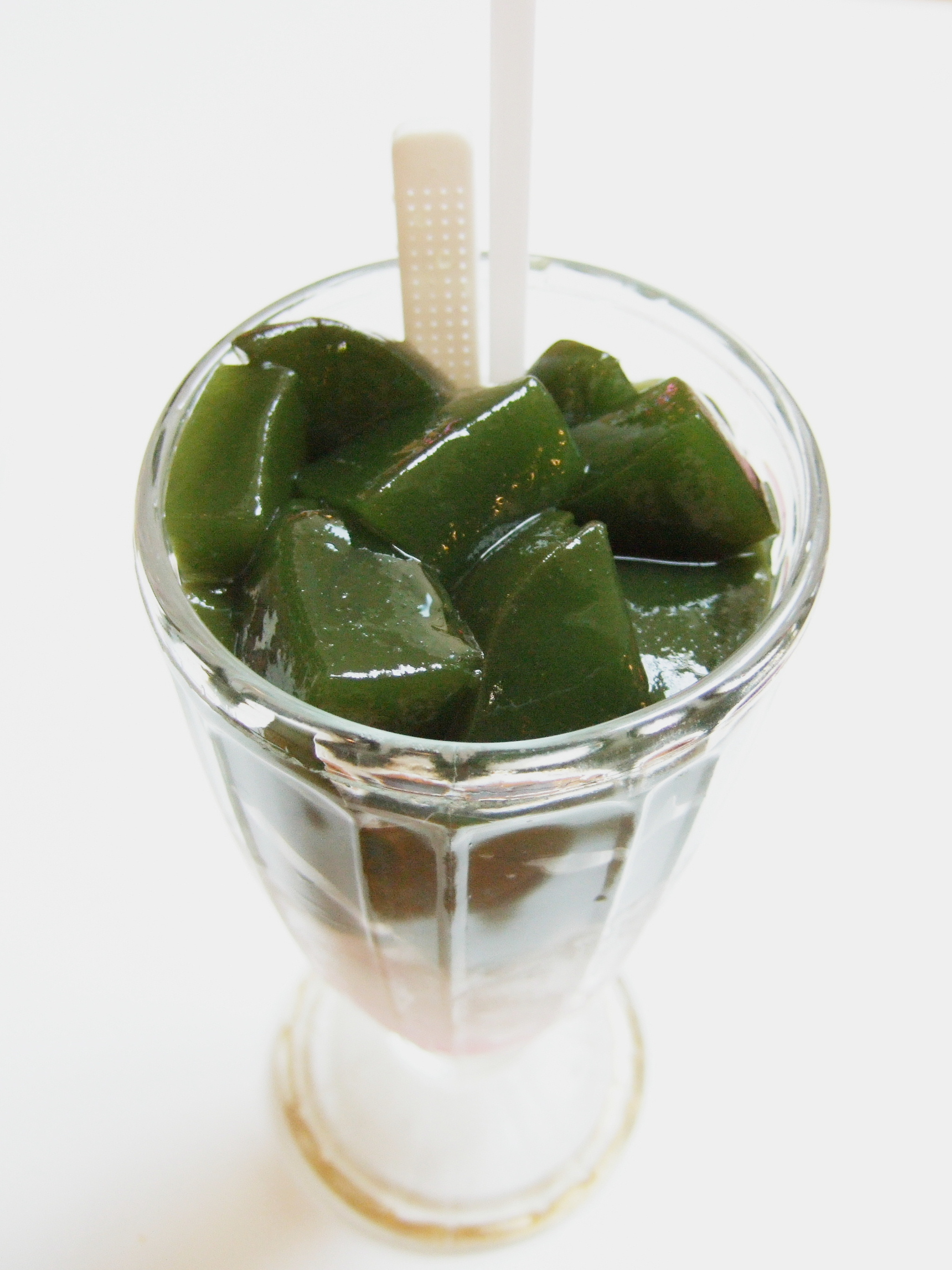
緑仙草ゼリー

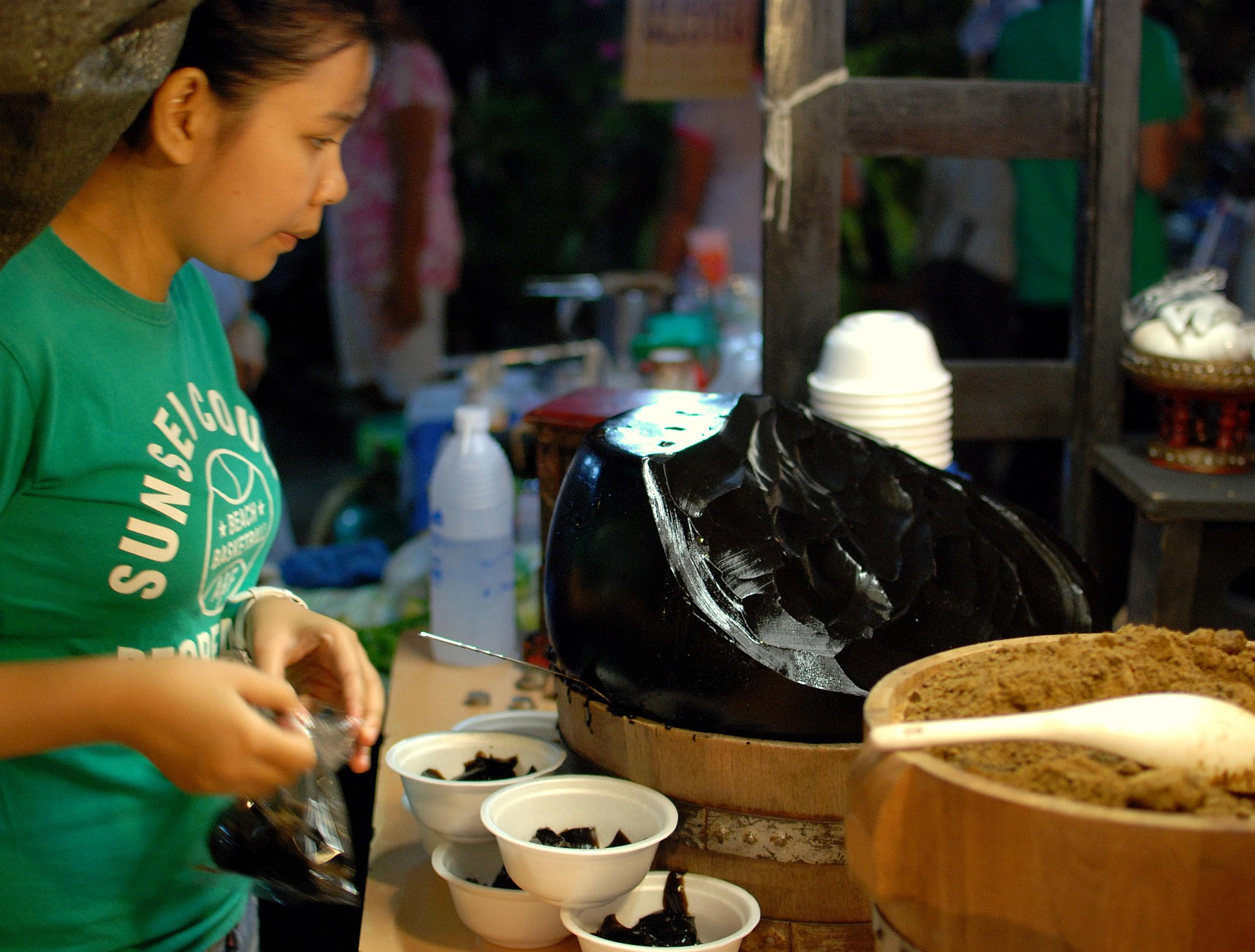
チェンマイのサンデーウォーキングストリートマーケットで販売されたチャオクァイ（仙草ゼリー）

仙草ゼリーはインドネシア語ではチンチャウと呼ばれる。（中国語で緑の草を意味する）。 ジャワ島ではcamcao、juju、janggelan、kepleng、 スンダ列島ではcamcauh、 バリ島ではdalumanとしても知られている。ブラックゼリー（チンチャウヒタム）は、他の即席ゼリーや寒天と同様に、即席粉末として製造されている。
通常、インドネシアでは、仙草ゼリーを作る過程において調理や加熱過程が必要とされない。葉の抽出物と水を混合し、部屋を適当な室温にして凝固を待つだけで仙草ゼリーは出来上がる。
インドネシアの緑仙草ゼリーは、黒仙草ゼリーと比べて独特の風味がある。苦味がほとんどなく、まろやかさがあり、葉のような味わいである。あっさりとした癖のない味わいのため、普通は砂糖水やシロップ、ココナッツミルク、氷とともに食べられる。

### マレーシア、シンガポール、ブルネイ
味付けがなされていない仙草ゼリーはアイスカチャンやチェンドルなど様々な菓子に混ぜられるほか、冷たい豆乳と混ぜて、さわやかな飲み物や菓子として出されたり、仙草ゼリーがかき氷のトッピングにされたりする。また、牛乳に加えられた薔薇の風味のあるシロップ（バンドン）と仙草ゼリーのさまざまな組み合わせは、「バンドンチンチャウ」または略して「バンチャウ」と呼ばれる。これらの国々においては仙草ゼリーは緑または茶色にされる。

### フィリピン
フィリピンにおいて仙草ゼリー（フィリピン語：gulaman）は、sago't gulamanやブコ-パンダン、寒天プリン、ハロハロ、フルーツサラダなど様々な軽食や菓子に使用されている。

### 台湾
台湾では、仙草ゼリーは「仙草」と呼ばれ、さまざまな菓子や飲み物に用いられており、タピオカティーやかき氷（刨冰）に加えることもある。湯円や芋圓、小豆、タピオカなどの様々な種類のトッピングを用いた伝統的な台湾の飲み物である仙草茶にも用いられるが、ここでは仙草ゼリーは熱せられ溶かされる。

### タイ
タイでは、仙草ゼリーはチャオクアイ（タイ語: เฉาก๊วย 、発音 [t͡ɕʰǎw.kúa̯j] ）として呼称される。これは仙草ゼリーを「草果」と呼称する泉漳語に類似した呼び方である。（Chinese: 草果;拼音: cǎoguǒ ）。タイでは、仙草ゼリーは一般的に氷と天然黒糖と一緒に、比較的味付けを加えないで提供される。さらに、パラミツやオウギヤシの実とともに提供されるほか他のタイの菓子と混ぜて提供されることもある。

### ベトナム
ベトナム語においては、仙草ゼリーは sương sáo または thạch sương sáo と呼称される。仙草ゼリーは小さな立方体状に刻まれ、さまざまな種類の豆を材料とするベトナムの伝統的な甘味であるチェーのトッピングとして用いられる。夏には、豆花（tào phớ）や仙草ゼリー（sương sáoあるいはthạch đen）と一緒に緑仙草ゼリー（thạch lá găng）を食べるのが一般的である。